# Neochevalierodendron
Neochevalierodendron é um género botânico pertencente à família Fabaceae.
1. ↑  «Neochevalierodendron — World Flora Online». www.worldfloraonline.org. Consultado em 19 de agosto de 2020